# 桑名城
桑名城（くわなじょう）は、三重県桑名市にあった日本の城。江戸時代は伊勢桑名藩の藩庁が置かれた。元禄14年（1701年）に焼失。

## 概要
桑名市街の東端に位置し揖斐川に臨む水城である。城の北辺には東海道桑名宿「七里の渡し」があり、交通の要衝となっていた。歌川広重の東海道五十三次「桑名」に往時の城が描かれている。
城跡には現存建造物はなく、石垣、堀が残るのみで、現在は桑名城址九華公園として整備されている。
平成15年（2003年）に国土交通省水門統合管理所を建造するにあたって、かつての蟠龍櫓跡に建てることとなり、蟠龍櫓を外観復元した。二重櫓であり、1階は水門管理所となっているが、2階は桑名市所管の展望台兼資料室となっている。

## 沿革
戦国時代の桑名の地には北勢四十八家と呼ばれる土豪が蟠踞（ばんきょ）して、伊藤氏の伊藤武左衛門の東城、樋口氏の樋口内蔵の西城、矢部氏の矢部右馬允の三崎城の桑名三城と呼ばれる城があった。
現在の桑名城は東城があった辺りであり、永正10年（1513年）に伊藤武左衛門が城館を築いたのが桑名城の起源と考えられている。
天正2年（1574年）織田信長がこの地を征し、部将の滝川一益が三城を配下に置いた。
その後、豊臣秀吉の時代になると神戸信孝、天野景俊、服部一正、一柳可遊、氏家貞和、松平家乗と支配者が目まぐるしく入れ替わった。
関ヶ原の戦い後、覇者となった徳川家康は慶長6年（1601年）徳川四天王の本多忠勝を桑名10万石に封じた。
忠勝は入封直後、揖斐川沿いに城郭の建造を開始した。城には船着場も整備し、4重6階の天守をはじめ51基の櫓、46基の多聞が立ち並んだ。また同時に城下町も整備された。
築城開始当初には四天王の一人である井伊直政も家臣を動員して普請の応援を行ったという逸話がある。
元和3年（1617年）2代忠政は播磨姫路藩に移封となり、代わって松平定勝が入城。
元禄14年（1701年）松平定重の代には桑名市街地の過半を焼く大火に遭い、この際に天守も焼失し以後再建はされなかった。
宝永7年（1710年）定重は越後高田藩に移封となり、代わって松平（奥平）忠雅が入城し七代続いた後、
文政6年（1823年）に武蔵忍藩に移封となった。
代わって松平（久松）定永が入城。先に高田に移封となった久松家の再入城となった。
この際に藩祖である松平定綱（鎮国公）と実父松平定信（守国公）を祀る鎮国守国神社を城内に勧進した。
幕末には松平容保の実弟である松平定敬が藩主となり、京都所司代として兄と共に京都の治安を預かった。
大政奉還の後の慶応4年（1868年）鳥羽・伏見の戦いに敗れた旧幕府軍と共に定敬も江戸に向かった。
藩主不在の桑名城では抗戦か恭順か激論となり鎮国守国神社の神籤により上層部では抗戦と決定したが、下級藩士の猛反発にあい、結局は無血開城した。明治政府軍はこの際に辰巳櫓を焼き払い開城の証とした。
松平定信没後100年にあたる昭和3年（1928年）に本丸・二之丸一帯を整備し九華公園とした。
昭和17年（1942年）には三重県の史跡に指定された。
平成15年（2003年）には国土交通省水門統合管理所を建造するにあたって蟠龍櫓を外観復元した。

## 遺構
伝承では、了順寺（桑名市大福）の山門が城門を移築したものとされ、現存する。三の丸御殿は浄泉坊（三重郡朝日町小向）に移築され、現存する。その他の遺構としては、一部堀が残り、また、海沿いには石垣が残り、県史跡の指定を受けている。
また、築港家の稲葉三右衛門による四日市港（四日市市）の建設工事の際に、明治政府の桑名藩に対する懲罰処分として桑名城石垣の一部を転用して外洋との防波堤が建造された。
この堤防は通称「潮吹き堤防」と呼ばれ、堤防上に空いた穴より波の威力を半減するという珍しい構造から国の重要文化財に指定されている。しかし、その一方で歴史的建造物を破壊し富国強兵・殖産興業政策を推し進めた明治政府の行った悪政とみる見方もある。

## 復元建造物・周辺施設
- 蟠龍櫓（外観復元） - 「ばんりゅうやぐら」と読む二層櫓。国土交通省水門統合管理所の建物。
- 本多忠勝像 - 他に「本多忠勝公墓石碑」など随所に忠勝関連の建造物。
- 鎮国守国神社
- 照恩寺山門
- 七里の渡し - 「東海道」道標と鳥居が建つ。
- 六華苑 - 実業家二代目諸戸清六の邸宅。国の重要文化財・名勝。
- 立教小学校 - 藩校「立教館」の流れをくむ小学校。

## 画像集

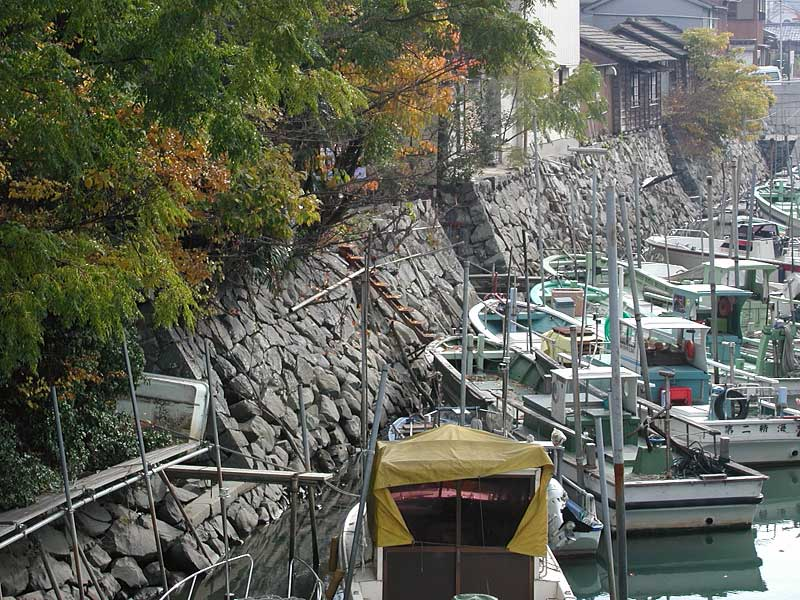
築城当時の石垣
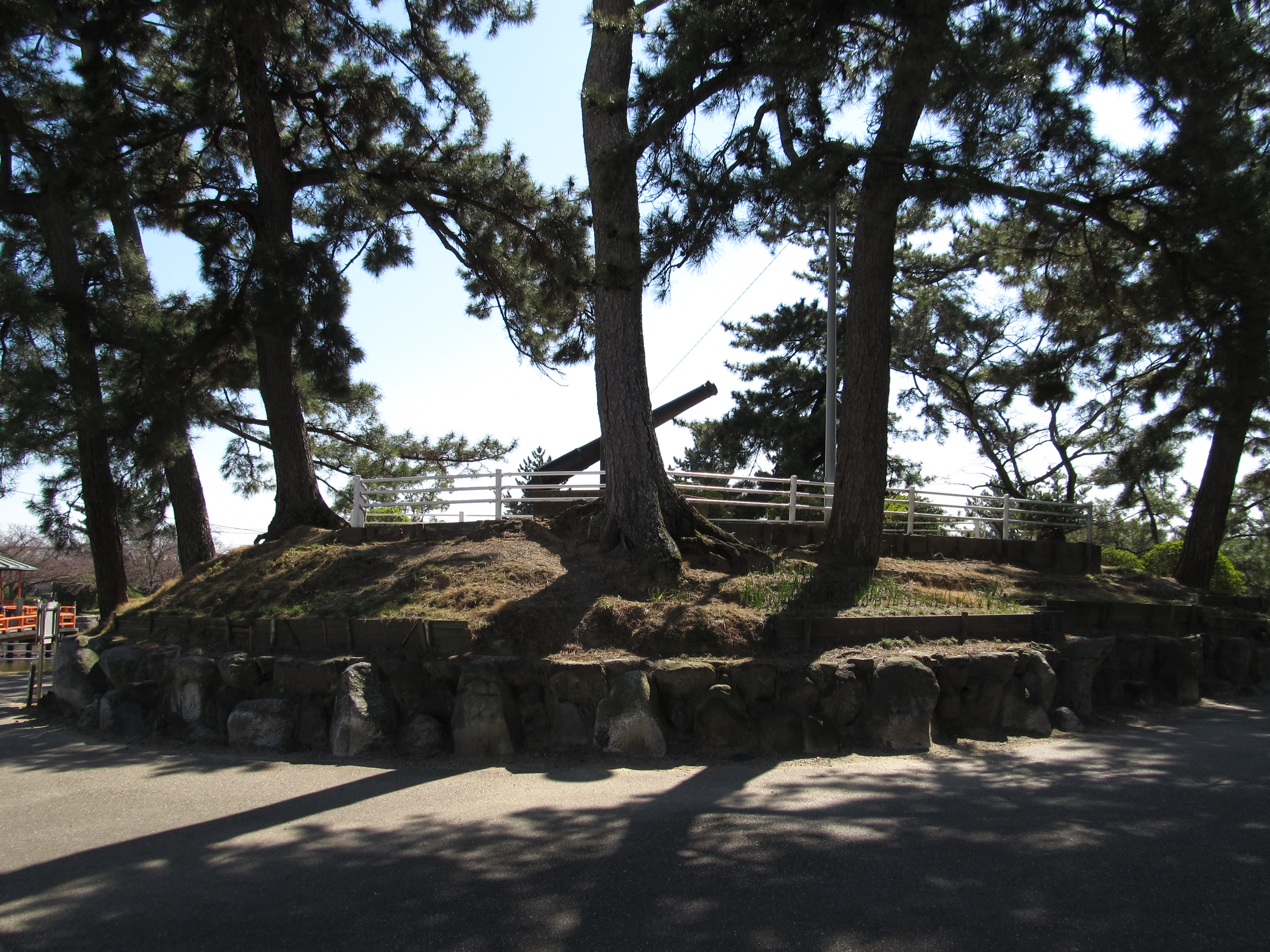
辰巳櫓跡
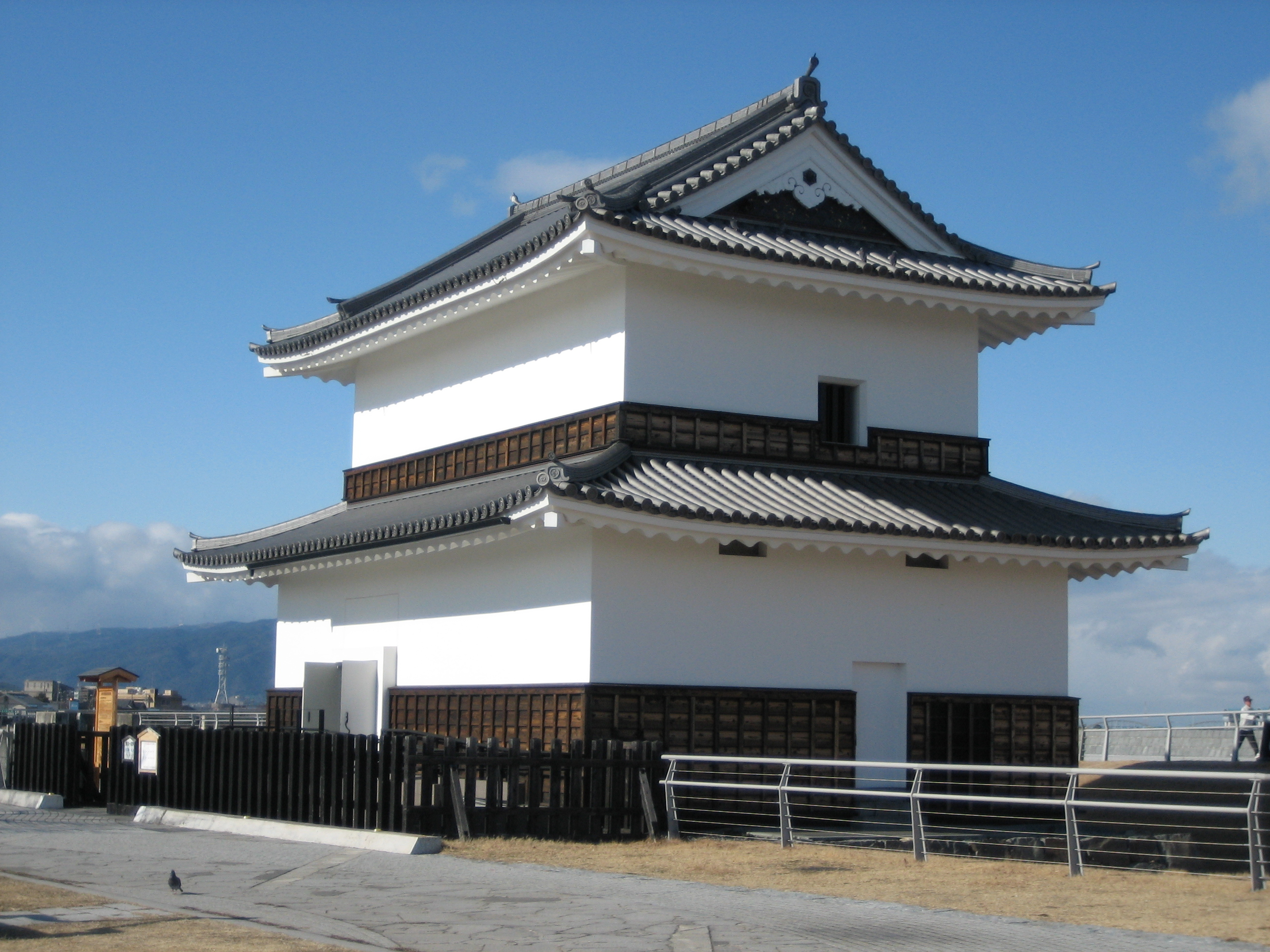
蟠龍櫓（外観復元）
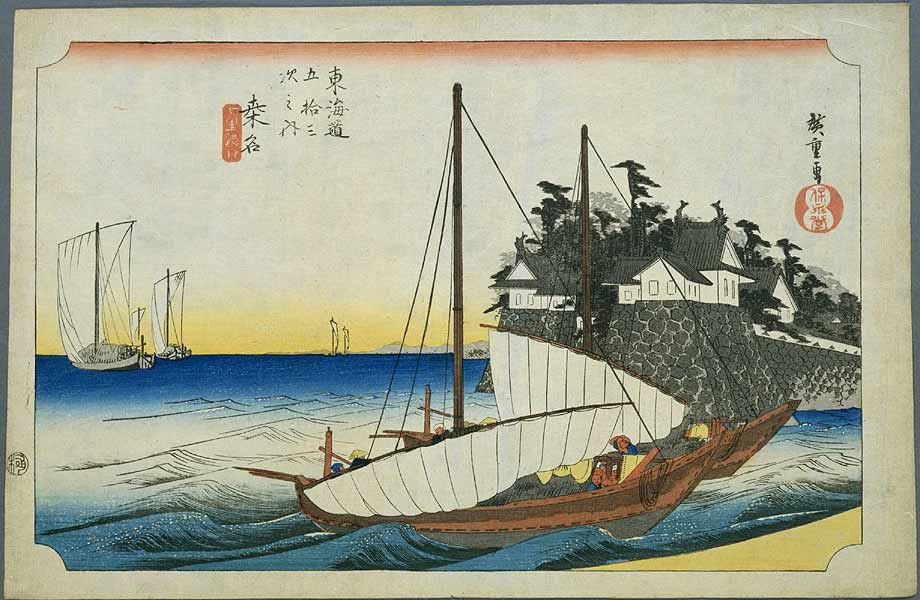
蟠龍櫓（歌川広重『東海道五十三次・桑名』）
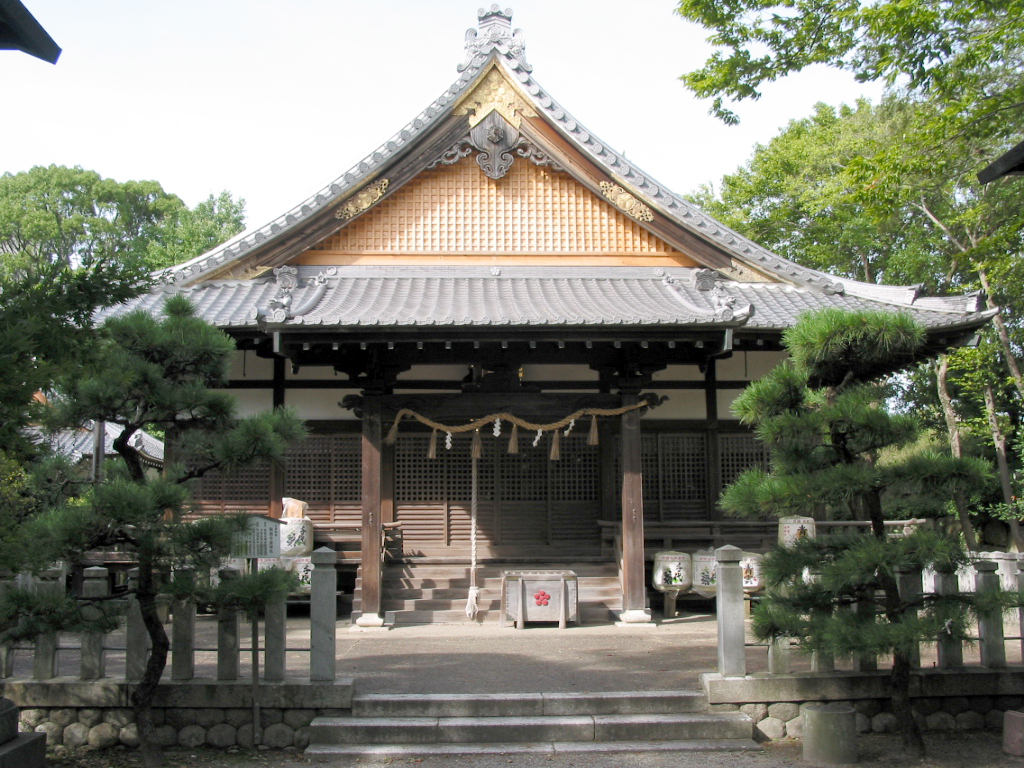
城址に建つ鎮国守国神社
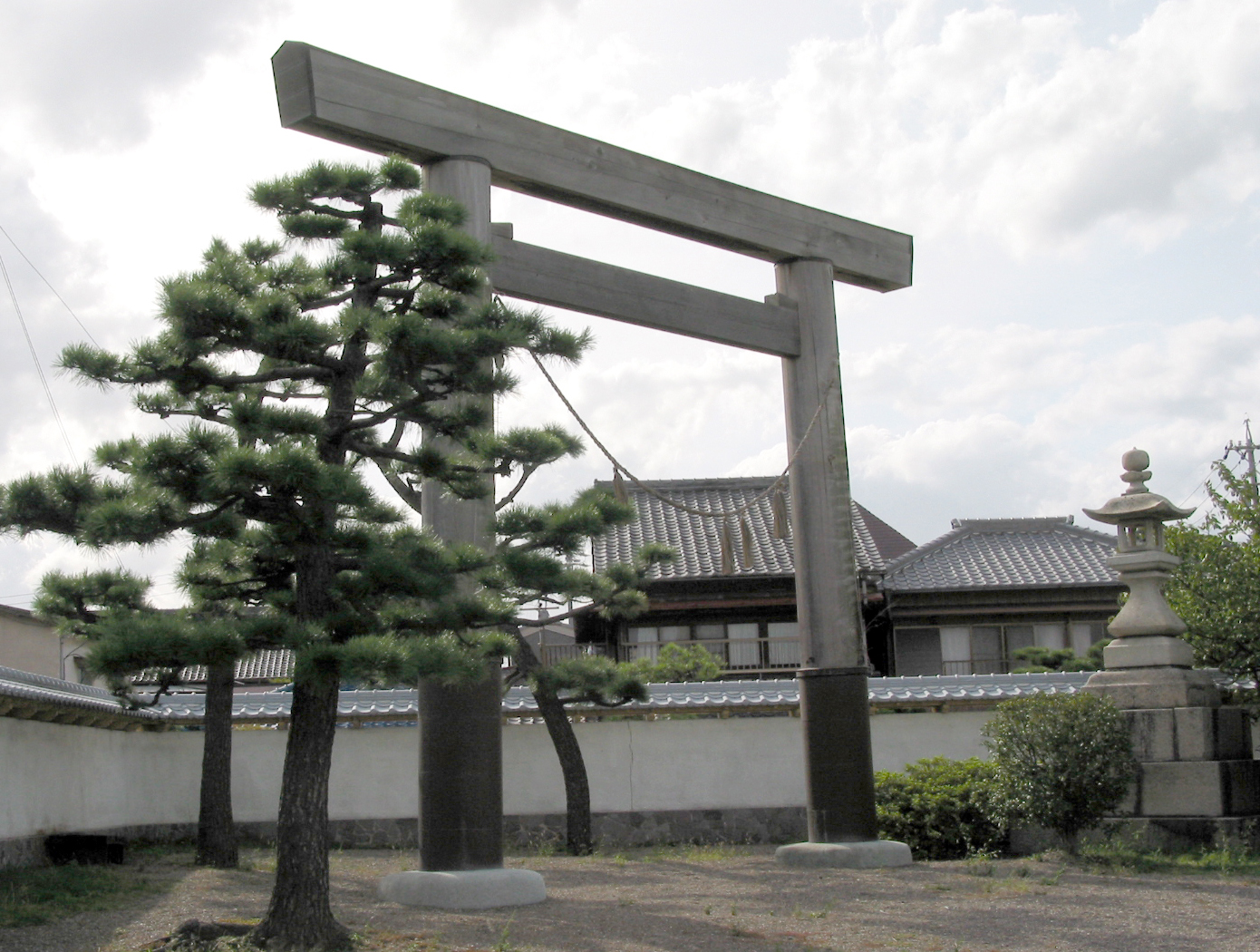
七里の渡し跡

## 交通
- JR関西本線・近鉄名古屋線・養老鉄道養老線 桑名駅から徒歩で約15分。